# Pamela E. Harris
Pamela E. Harris (Guadalajara, México, 28 de noviembre de 1983) es una matemática, educadora y defensora de los inmigrantes estadounidense. Es profesora asociada en Williams College en Williamstown, Massachusetts y cofundadora de la plataforma en línea Lathisms. También es editora del blog de mentoría electrónica de la American Mathematical Society (AMS).

## Biografía
Harris emigró por primera vez con su familia de México a los Estados Unidos cuando tenía 8 años.  Regresaron a México, antes de establecerse finalmente en Wisconsin cuando Harris tenía 12 años.  Debido a que ella era indocumentada, no pudo asistir a la universidad.  En cambio, estudió en Milwaukee Area Technical College, donde obtuvo dos títulos de asociado en dos años y medio. Después de casarse con un ciudadano estadounidense y cambiar su estatus migratorio, se trasladó a la Universidad Marquette, donde obtuvo una licenciatura en matemáticas. Luego completó su maestría y en 2012 un doctorado en la Universidad de Wisconsin-Milwaukee. Su tesis doctoral fue asesorada por Jeb F. Willenbring.  Harris fue becaria del Proyecto NExT (Nuevas experiencias en la enseñanza) en 2012.  Fue becaria de investigación Davies en la Academia Militar de los Estados Unidos  y, en 2016, se unió a la facultad de matemáticas del Williams College, donde ahora es profesora asociada.
Harris estudia la combinatoria algebraica, en particular la representación de álgebras de Lie.  Para comprender esta representación, estudia las funciones de partición de vectores, en particular la función de partición constante de Bertram Kostant. También está interesada en la teoría de grafos y la teoría de números.  
En 2016, cofundó una plataforma en línea llamada Lathisms, que tiene como objetivo promover las contribuciones de latinos e hispanos en las ciencias matemáticas. En 2020 fue coautora del libro "Asked and Answered: Dialogues On Advocating For Students of Color in Mathematics".

## Reconocimientos
En 2020, Harris fue seleccionado como parte de la clase inaugural de Karen EDGE Fellows . En 2019, Harris ganó el Premio Henry L. Alder, a la excelencia en la docencia, de la Mathematical Association of America, por su tutoría hacia la investigación de pregrado y por ser una «feroz defensora y comunidad matemática inclusiva». Además, Premio Mentor de Facultad 2019, que reconoce la tutoría sobresaliente de investigadores de pregrado, otorgado por la National Conference on Undergraduate Research (Consejo de Investigación de Pregrado).
Pronunció una de las direcciones invitadas de la Asociación Matemática de América en las Reuniones Conjuntas de Matemáticas de 2019.  En 2019 fue oradora destacada en la conferencia nacional de la Sociedad para el Avance de los Chicanos/Hispanos y Nativos Americanos en la Ciencia (SACNAS).
En 2018, Harris apareció en el libro Power in Numbers: The Rebel Women of Mathematics.